# Pavel Buráň
Pavel Buráň (* 25. April 1973 in Brünn) ist ein ehemaliger tschechischer Bahnradsportler und Europameister.
Von 1990 bis 2005 gehörte Pavel Buráň, der nur 1,66 Meter groß ist, zur Weltspitze der Bahnradsportler. 1990 und 1991 wurde er jeweils Vize-Weltmeister der Junioren im Sprint. Bei den UCI-Bahn-Weltmeisterschaften 2001 und 2002 wurde er Vize-Weltmeister im Tandemrennen der Amateure, beide Male mit Lubomír Hargaš. Bei den UCI-Bahn-Weltmeisterschaften 2000 in Manchester belegte Buráň Platz drei im Keirin.
Auch bei Europameisterschaften war Buráň erfolgreich. Mehrfach belegte er Podiumsplätze im Omnium Sprint, 2001 wurde er in dieser Disziplin Europameister. 1996 und 2000 nahm er auch an Olympischen Spielen teil, jedoch ohne großen Erfolg.
Nach seinem Abschied vom aktiven Radsport im Jahr 2005 war Pavel Buráň mehrere Jahre als Sprint-Trainer der niederländischen Bahn-Nationalmannschaft tätig. Anschließend arbeitete er für den griechischen Radsport-Verband und war auch als Tandemkollege für sehbehinderte tschechische Sportler aktiv.

## Ehrungen
Er wurde 1999 und 2000 Gewinner der jährlichen Umfrage zum Král cyklistiky (Radsportkönig) des Radsportverbandes Československý svaz cyklistiky.